# 상수
상수(常數, constant)란 수식에서 변하지 않는 값을 뜻한다. 이것은 변하는 값 변수와 반대이다.

## 개요
상수란 변하지 않고, 항상 일정한 값을 갖는 수를 말한다. 예를 들어 어떤 함수 f(x)=x+1이 있을 때 x의 값은 특정한 숫자로 정해진 것이 아니라, 정의역의 어떤 숫자도 대입할 수 있는 변수이므로 x는 상수가 아니다. 그러나 이 함수에서 숫자 1은 x의 값이 어떠하든 간에 변하지 않고 항상 1인데, 이러한 수를 상수라 하고 이 경우 숫자 1을 상수항이라 한다.
일반적으로 이차함수를 f(x)=ax2+bx+c의 꼴로 나타내는데, 이때 x도 변수이기 때문에 상수가 아니다. 그러나 계수인 a, b, c는 변하지 않는 상수이다. 또한 c는 x가 없이 상수만 있는 항이므로 상수항이다.
다음과 같은 경우 상수이다.
- 1, 2, 3, -10, {\displaystyle {\sqrt {2}}} 등과 같이 값이 그대로 표기된 숫자인 경우.
- '{\displaystyle c}는 상수'와 같이 식에 포함된 문자가 상수임이 언급된 경우.
- {\displaystyle \pi }, {\displaystyle e}등과 같이 문자로 표기되어 있지만 변하지 않는 값이 정해져 있는 경우.
- 허수 {\displaystyle i} 또한 변하지 않는 값을 가지므로 상수이다. 그렇기 때문에 복소수라 하더라도 변하지 않는 고정된 값이라면 상수가 될 수 있다.

## 같이 보기
- 수학 상수
- 물리 상수
- 변수
- 상수 함수
- 상수항